# Jabłko cukrowe

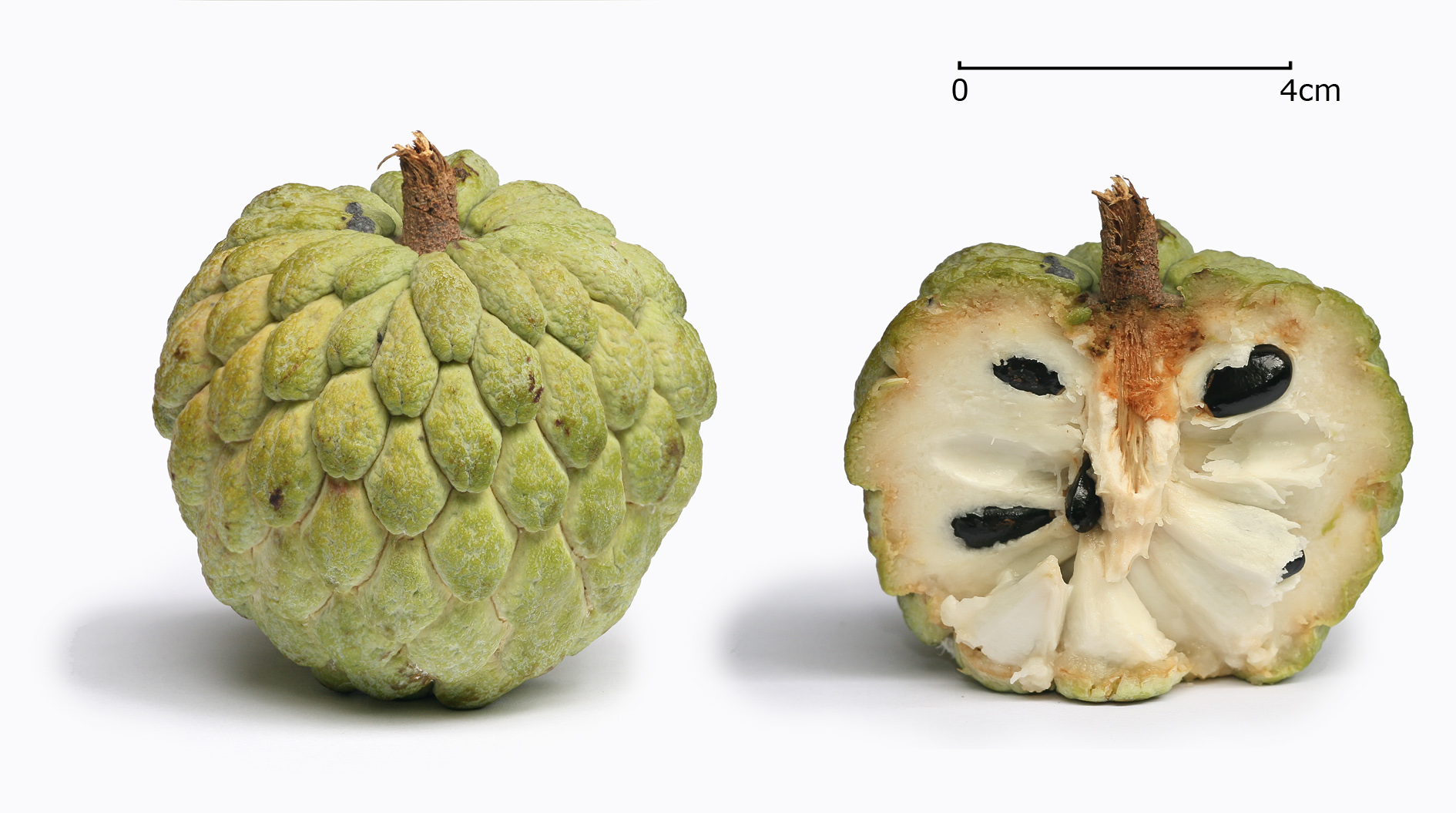
Jabłko cukrowe

Jabłko cukrowe – owoc flaszowca łuskowatego (łac. Annona squamosa), pochodzącego z Karaibów i Ameryki Południowej. Gatunek ten jest uprawiany w większości krajów tropikalnych. 
Rozmiar owocu zależy od odmiany, zazwyczaj ma kształt kulisto-stożkowy, jego średnica wynosi 5 do 12 cm, wysokość od 6 do 10 cm, a waga od 113 do 618 gramów. Pokryty jest grubą woskowatą skórką podzieloną na segmenty, która zazwyczaj przybiera kolor w odcieniach zielonego, chociaż niektóre odmiany posiadają dodatkowo rumieniec. 
Miąższ owocu jest aromatyczny i słodki, w kolorze od kremowo białego do lekko żółtego. Nasiona otoczone miąższem mają około 12 mm długości, a ich liczba w każdym owocu waha się pomiędzy 60 a 80. 
Owoc łatwo rozdziela się na dwie części, dzięki czemu bez problemu można się dostać do jego wnętrza.
Jabłko cukrowe zawiera znaczne ilości cukru i witaminy C oraz witaminy z grupy B, fosfor, wapń, żelazo, mangan i potas.